# In Remembrance
In Remembrance è un cortometraggio muto del 1914. Il film, basato su un soggetto di Wallace Clifton, non riporta nei credit il nome del regista. Prodotto dalla Selig Polyscope Company, aveva come interpreti William Stowell, Harriet Notter, Joseph Hazelton.

## Produzione
Il film fu prodotto dalla Selig Polyscope Company.

## Distribuzione
Distribuito dalla General Film Company, il film - un cortometraggio in una bobina - uscì nelle sale cinematografiche statunitensi il 24 marzo 1914.